# 懒熊
懒熊 （学名：Melursus ursinus）分布于印度、斯里兰卡、巴基斯坦、不丹、尼泊尔、孟加拉，是生活在低地的哺乳动物。

## 命名与起源
起初，自然学家认为懒熊应被列为树懒科而非熊科动物，因此造成这种物种曾被多次重命名。到了1790年，懒熊首次被带至欧洲后，被命名为Bradypus pentadactylus，其含义为“五指树懒”，“懒熊”和“像熊的树懒”。懒熊原产于斯里兰卡，在僧伽罗语和淡米尔语各有不同的名称，但是其意义都是相同的，意即“熊”。懒熊是斯里兰卡岛上唯一的熊科动物。

## 生理结构

### 形态
懒熊体长150－190公分，全身覆盖长而蓬松的毛发，毛色浅的有赤褐色，深的可至黑色。胸部有个特别的V字形白色花纹，吻部稍白，鼻子呈黑色。懒熊的吻部长，上有嘴唇，唇内无门牙的构造利于懒熊捕食昆虫。前脚向内弯曲，长4英寸，脚爪是弯曲的并且无法缩回脚掌，这种爪部构造适合懒熊爬行和挖土。雄性懒熊重80－140公斤体形比重55－95公斤的雌性懒熊大。懒熊的兽迹与人类的足迹相似。懒熊尾长15－18公分（6－7英寸），是熊科中最长的。自然寿命未知，目前已知的最长寿命记录为40年。懒熊的体格非常健壮，1897－1898年曾有马戏团表演懒熊与北极熊的激烈打斗，而体形较小的懒熊轻而易举地战胜了对手。

### 繁殖
懒熊在3岁时性成熟。雌性懒熊在经过210天的妊娠期后，诞下2只懒熊宝宝（一般在十二月至隔年一月生产）。懒熊宝宝的出生地通常是洞穴内或巨石下，它们出生后的首三个月都在那里度过，之后再与母亲一起生活两年。懒熊的移动速度比其他熊科动物要快，在行走、跑动或爬行时，懒熊宝宝会起在母亲背上，为了抓紧母亲，它们会互相争夺空间甚至打架。当懒熊宝宝的体形达到母亲体形的三分之一时，懒熊妈妈便不再背它们了。懒熊一般在24－36个月大时独立。

## 行为

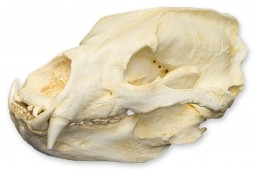
懶熊頭骨，可看到其缺乏门牙

懒熊是夜间行动最频繁的动物，尽管懒熊妈妈和懒熊宝宝在白天活动。懒熊不冬眠。它们擅长爬行，即使不是为了躲避危险，他们也在树上进食和休息。他们能跳过长达10英尺的距离，然后像树獺一样倒挂着。他们标记自己地域的方式有两种，一种是打架，另一种是靠着树摩擦侧腹。長著尖銳的牙齒和爪子，在自然界中，老虎常跟懶熊發生衝突，老虎有時會捕殺懶熊，而性情變化無常的懶熊也能嚇走並趕跑老虎。

### 食物
懒熊主要吃蚂蚁和白蚁。他们利用大而有力的足爪破坏蚁穴，再将四处窜逃的白蚁吃掉。他们用长而管状的吻部吹走沙土以吸食昆虫，声音大得在100米之外都能听见。懒熊也吃蜂蜜、蛋、鸟类、花、茎、水果、谷粒和肉。由于懒熊非常喜爱蜂蜜，故也称蜜熊（马来熊也有“蜜熊”之称）。他们会爬上树顶，并把蜂窝打下来，然后再到地面上享用蜂蜜。与其他熊类不同的是，懒熊不会聚集在一起进食。懒熊妈妈喂食小懒熊时，会反刍一种有半消化的菠萝蜜、蜂巢和苹果木组成的带粘性的混合物。这种混合物会硬化成深黄色、圆筒状、像面包似的块状物，母懒熊就以此来喂食它们的孩子。印度的当地居民把这种“熊面包”当成美食。

### 与人类的关系

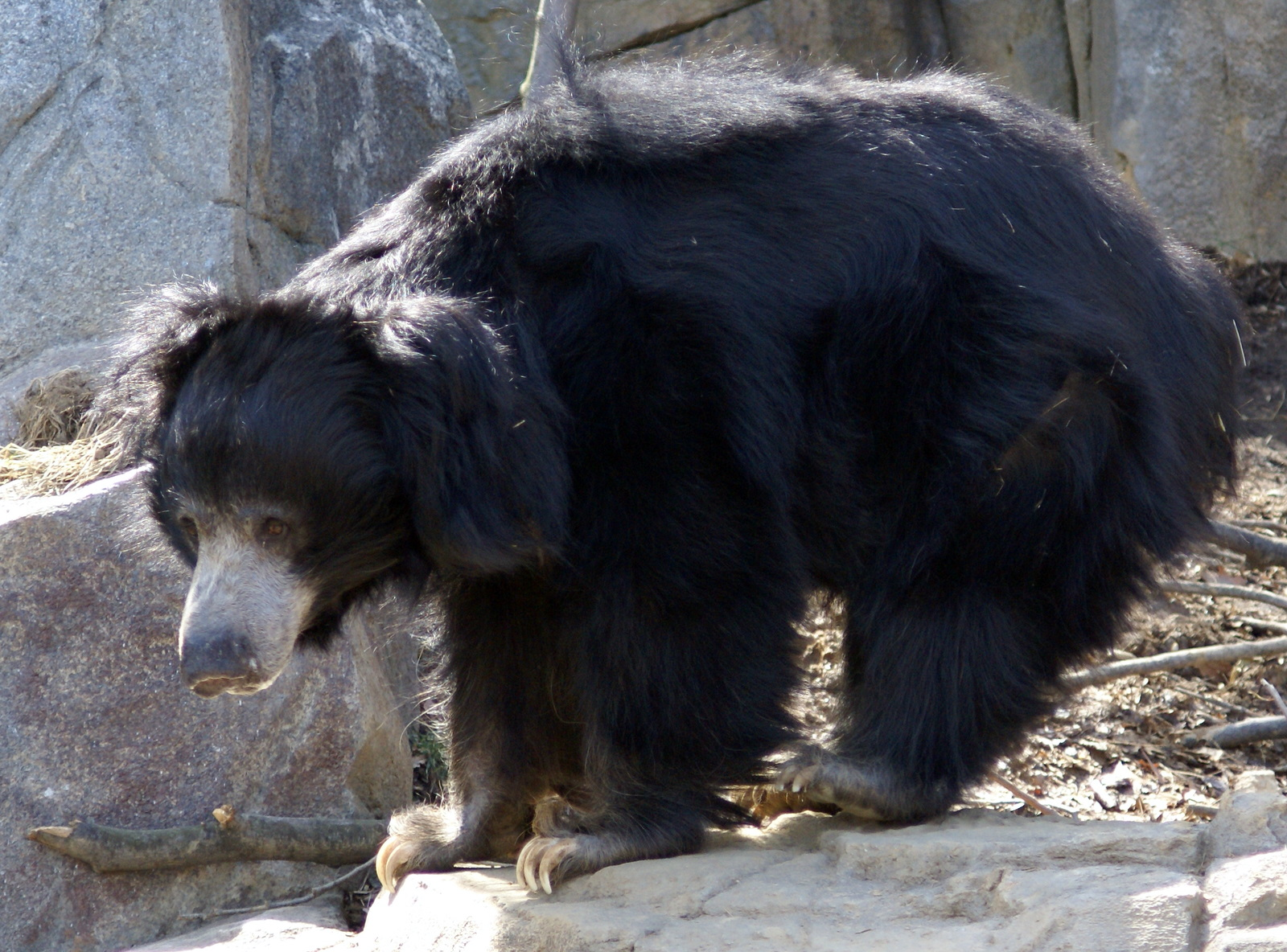
美国史密森国家动物公园的懒熊

虽然懒熊杀害的家畜比亚洲黑熊要少，但是在印度和缅甸，懒熊可说是比老虎还可怕，这是由于他们的脾气变化无常。在中央邦，从1989年至1994年间，由于懒熊的攻击造成的死亡人数共有48人，受伤人数则多达686人，这些攻击可能是由于人口密度增加，造成了懒熊与人类食物来源的竞争。另一例子为，印度曾有一只名为“迈索尔懒熊”的懒熊，共杀害了12条人命和因猛烈攻击而造成24人残废，它最后被肯尼·埃德森射死。懒熊在受到惊吓时会自卫，多数的冲突或打斗发生于晚上。打斗时，他们往往用爪和牙齿攻击敌人。
尽管捕捉和监禁懒熊是被禁止的，但是在印度和巴基斯坦仍有市场需求。懒熊宝宝被捕抓后会被加以训练，然后到各地区表演跳舞，因此也成为“跳舞熊”。

## 保育
偷猎、失去栖息地和现有栖息地被破坏都是威胁南亚次大陆懒熊存活的主要原因。人们捕杀懒熊以取得熊胆，並聲稱熊胆在用药中具有相当高的价值。懒熊目前被IUCN列为易危动物。